# Lynn Elsenhans
Lynn Elsenhans, est la présidente et CEO de Sunoco. Le magazine Forbes l'a classé 9e des cent femmes les plus puissantes du monde en 2009.